# MYTH & ROID
MYTH & ROID為日本MEDIA FACTORY所屬的音樂團體。

## 概要
由製作人Tom-H@ck為中心組成的現代音樂創作型組合。以首張單曲《L.L.L》於2015年8月26日正式出道。
組合名稱「MYTH & ROID」是由能讓人浮想起過去的「Myth」和能讓人聯想起未來的「Android」兩個詞語組合而成，意為「二者根源互相交匯，希望開闢新的世界」。
2017年KIHOW加入後，2017年11月6日，Mayu正式離開，轉至發展個人歌唱事業。

## 風格
Mayu：前任主唱，從小受海外歌手Britney Spears、Beyonce、P!nk及Avril Lavigne的影響，而開始學習歌唱、舞蹈和古典鋼琴，並希望成為一名藝術家。受到西方音樂強烈影響下，她獨特的聲線在Pop和R＆B上都有著獨特的表現。主要以樂隊和弦樂演奏的形式表現音樂，也常用英文作曲作詞。2015年加入MYTH & ROID。 
KIHOW：現任主唱，曾以繪師身份varizo chang在活動，於eYe's首次出場。孩童時期在國外生活長大後回到日本，擅長用日英兩種語言歌唱，能夠自由駕馭多種多樣的歌聲。當Tom-H@ck聆聽示範練習音樂時，常被誤認為是外國歌手。2017年加入MYTH & ROID。
Tom-H@ck：音樂製作人，MYTH & ROID的總策劃，負責海內外眾多歌手、影像音樂的製作。曾是動畫K-ON！輕音部的音樂總監，在2010年之後，減少了與動畫相關的工作，轉向電影和遊戲，2015年重新投入動畫歌曲工作。至今所與所參與制作的內容跨越了各種風格席捲了整個業界。MYTH & ROID的創辦成員。
hotaru：作詞/故事策劃，迄今為止擔任許多歌手和人氣作品的作詞。近年來，除了作詞以外還負責故事的策劃和概念的製作，在推動故事世界觀及概念方面發揮重要的作用。
這是一種以流行，搖滾，民謠和金屬等流派自由為特點的聲樂，是製作人或追求各種風格的人。如今，主要是以角川發行的動畫作品為基礎。

## 經歷
2015年
- 8月26日發行第一張單曲「L.L.L.」，為電視動畫OVERLORD片尾曲[3]。

2016年
- 2月24日發行第二張單曲「ANGER/ANGER」，為電視動畫舞武器·舞亂伎片尾曲[4]。
- 5月25日發行第三張單曲「STYX HELIX」，為電視動畫Re:從零開始的異世界生活 第一季第一首片尾曲[5]。
- 8月24日發行第四張單曲「Paradisus-Paradoxum」，為電視動畫Re:從零開始的異世界生活  第一季 第二首片頭曲。

2017年
- 2月8月發行第五張單曲「JINGO JUNGLE」，為電視動畫幼女戰記片頭曲[6]。
- 4月26日發行第一張專輯「eYe's」[7]，其中「Crazy Scary Holy Fantasy」為劇場版總集篇 OVERLORD 不死者之王主題曲[8]。

2018年
- 2月7日發行第六張單曲「HYDRA」，為電視動畫OVERLORDⅡ片尾曲，交由新加入的主唱「KIHOW」所負責[9]。
- 7月25日發行第七張單曲「VORACITY」，為電視動畫OVERLORDⅢ片頭曲[10]。
- 10月7日宣布「Future is Mine」為手機遊戲「神角技巧與11之破壞者」主題歌[11]。
- 12月5日宣布擔當「幼女戰記 劇場版」主題曲[12]。

2019年
- 2月27日發行第八張單曲「shadowgraph」，為電視動畫幻影死神片頭曲[13]，當中收錄曲「Remembrance」，為劇場版幼女戰記主題曲[14]。
- 7月24日發行第九張單曲「PANTA RHEI」，為電視動畫異世界超能魔術師片頭曲[15]。
- 10月23日發行第十張單曲「TIT FOR TAT」，為電視動畫這個勇者明明超TUEEE卻過度謹慎片頭曲[16]。

2020年
- 3月4日發行第二張專輯「MUSEUM-THE BEST OF MYTH & ROID-」，收錄所有的動畫歌曲[17]，當中收錄曲「Forever Lost」，為劇場版來自深淵 深沉靈魂的黎明主題曲[18]。
- 10月28日發行第一張數位專輯「Future is Mine」，收錄手機遊戲「神角技巧與11的破壞者」、「永遠的七日之都」主題曲。

2021年
- 4月7日發行第一張數位單曲「BRILLIANT BRIGHT」，收錄手機遊戲「崩壞3rd」主題曲。

2022年
- 8月24日發行第十一張單曲「Endless Embrace」，為電視動畫來自深淵 烈日的黃金鄉片尾曲。

2023年
- 10月25日發行迷你專輯「ACHE in PULSE」，為電視動畫《明日方舟：冬隱歸路》片頭曲。

2024年
- 10月10日發行數位單曲「NOX LUX」，為電視動畫《Re:從零開始的異世界生活 第三季》片尾曲。

## 成員
Mayu （前島麻由）- 主唱、作曲、寫詞（已離開）
- 個人Twitter: （日語）Mayutwitter
- 歌手，希望能用歌声让听众释放情感，将此作为自己的信条。她那受到西方音乐强烈影响下的歌声和表现力十分超群出众。2015年加入MYTH & ROID。

Tom-H@ck （トムハック） - 製作人、吉他手、編曲 創立成員
- 個人Twitter: （日語）Tom Oshimatwitter
- 音乐制作人，MYTH & ROID的总策划，负责海内外众多歌手、影像音乐的制作。至今所与所参与制作的内容跨越了各种风格席卷了整个业界。

在Tom-H@ck擔任藝人尋找歌手搭檔時觀看了Mayu的LIVE，被Tom-H@ck看中。在與Tom-H@ck初次見面Mayu時由於還是學生的緣故，還穿著學生制服。
hotaru- 作詞（2017年加入）
- 個人Twitter: （日語）Hotarutwitter
- 作词/故事策划，迄今为止担任许多歌手和人气作品的作词。近年来，除了作词以外还负责故事的策划和概念的制作。

KIHOW- 主唱（2017年加入）
- 個人Twitter: （日語）KIHOWtwitter
- 歌手，擅长用日英兩種语言唱歌的歸國子女，能够自由驾驭多种多样的歌声，其歌声被称赞为“七色歌声”。2017年加入MYTH & ROID。

## 音樂唱片

### 單曲
| 枚    | 發售日         | 名稱                | 規格品番                            | Oricon週榜最高位 |
| Mayu  | Mayu           | Mayu                | Mayu                                | Mayu             |
| ----- | -------------- | ------------------- | ----------------------------------- | ---------------- |
| 1st   | 2015年8月26日  | L.L.L.              | ZMCZ-10180                          | 29位             |
| 2nd   | 2016年2月24日  | ANGER/ANGER         | ZMCZ-10447                          | 82位             |
| 3rd   | 2016年5月25日  | STYX HELIX          | ZMCZ-10605                          | 26位             |
| 4th   | 2016年8月24日  | Paradisus-Paradoxum | ZMCZ-10783                          | 24位             |
| 5th   | 2017年2月8日   | JINGO JUNGLE        | ZMCZ-10928                          | 22位             |
| KIHOW |                |                     |                                     |                  |
| 6th   | 2018年2月7日   | HYDRA               | ZMCZ-11853 ZMCZ-11852（初回限定盤） | 33位             |
| 7th   | 2018年7月25日  | VORACITY            | ZMCZ-12354                          | 47位             |
| 8th   | 2019年2月27日  | shadowgraph         | ZMCZ-12951                          | 40位             |
| 9th   | 2019年7月24日  | PANTA RHEI          | ZMCZ-13171                          | 80位             |
| 10th  | 2019年10月23日 | TIT FOR TAT         | ZMCZ-13571                          | 90位             |
| 11th  | 2022年8月24日  | Endless Embrace     | ZMCZ-15772                          | 50位             |

### 專輯
| 枚  | 發售日        | 名稱  | 規格品番   | 規格品番   | Oricon週榜最高位 |
| 枚  | 發售日        | 名稱  | 初回限定盤 | 通常盤     | Oricon週榜最高位 |
| --- | ------------- | ----- | ---------- | ---------- | ---------------- |
| 1st | 2017年4月26日 | eYe's | ZMCZ-11076 | ZMCZ-11077 | 6位              |

### 精選專輯
| 枚  | 發售日       | 名稱                            | 規格品番   | 規格品番   | Oricon週榜最高位 |
| 枚  | 發售日       | 名稱                            | 初回限定盤 | 通常盤     | Oricon週榜最高位 |
| --- | ------------ | ------------------------------- | ---------- | ---------- | ---------------- |
| 1st | 2020年3月4日 | MUSEUM-THE BEST OF MYTH & ROID- | ZMCZ-13931 | ZMCZ-13932 | 10位             |

### 迷你專輯
| 枚  | 發售日         | 名稱  | 規格品番   | Oricon週榜最高位 |
| --- | -------------- | ----- | ---------- | ---------------- |
| 1st | 2023年10月25日 | AZUL  | ZMCZ-16971 | 不適用           |
| 2nd | 2024年3月27日  | VERDE | ZMCZ-16972 | 不適用           |

### 數位配信

#### 單曲
| 發售日         | 名稱                       |
| -------------- | -------------------------- |
| 2021年4月7日   | BRILLIANT BRIGHT           |
| 2024年10月10日 | NOX LUX                    |
| 2024年12月2日  | NOX LUX（English Version） |

#### 專輯
| 枚  | 發售日         | 名稱           |
| --- | -------------- | -------------- |
| 1st | 2020年10月28日 | Future is Mine |

## 音樂合作
| 樂曲                     | 音樂合作一覽                                         | 時期   |
| ------------------------ | ---------------------------------------------------- | ------ |
| L.L.L.                   | 電視動畫《OVERLORD》片尾曲                           | 2015年 |
| ANGER/ANGER              | 電視動畫《舞武器·舞亂伎》片尾曲                      | 2016年 |
| STYX HELIX               | 電視動畫《Re:從零開始的異世界生活 第一季》前期片尾曲 | 2016年 |
| Paradisus-Paradoxum      | 電視動畫《Re:從零開始的異世界生活 第一季》後期片頭曲 | 2016年 |
| JINGO JUNGLE             | 電視動畫《幼女戰記》片頭曲                           | 2017年 |
| Crazy Scary Holy Fantasy | 《劇場版總集篇 OVERLORD 不死者之王》主題曲           | 2017年 |
| HYDRA                    | 電視動畫《OVERLORDⅡ》片尾曲                          | 2018年 |
| VORACITY                 | 電視動畫《OVERLORDⅢ》片頭曲                          | 2018年 |
| Future is Mine           | 手機遊戲《神角技巧與11的破壞者》主題曲               | 2019年 |
| shadowgraph              | 電視動畫《幻影死神》片頭曲                           | 2019年 |
| Remembrance              | 劇場版《幼女戰記》主題曲                             | 2019年 |
| PANTA RHEI               | 電視動畫《異世界超能魔術師》片頭曲                   | 2019年 |
| 追想輪迴                 | 手機遊戲《永遠的七日之都》主題曲                     | 2019年 |
| TIT FOR TAT              | 電視動畫《這個勇者明明超TUEEE卻過度謹慎》片頭曲      | 2019年 |
| Forever Lost             | 電影動畫《來自深淵 深沉靈魂的黎明》主題曲            | 2020年 |
| BRILLIANT BRIGHT         | 手機遊戲《崩壞3rd》主題曲                            | 2021年 |
| Endless Embrace          | 電視動畫《來自深淵 烈日的黃金鄉》片尾曲              | 2022年 |
| ACHE in PULSE            | 電視動畫《明日方舟：冬隱歸路》片頭曲                 | 2023年 |
| RESIST-IST               | 手機遊戲《崩壞學園2》主題曲                          | 2023年 |
| HAZEBREAK                | 手機遊戲《雾境序列》主題曲                           | 2023年 |
| NOX LUX                  | 電視動畫《Re:從零開始的異世界生活 第三季》片尾曲     | 2024年 |

## 註解
1. ↑  .   [2023-10-05]. （原始内容存档于2016-08-08）.
2. ↑  .   [2017-11-07]. （原始内容存档于2019-02-17）.
3. ↑  . 2017年1月14日  [2017年1月14日]. （原始内容存档于2016年12月7日）.
4. ↑  . 2017年1月14日  [2017年1月14日]. （原始内容存档于2020年7月4日）.
5. ↑  . 2016年10月29日  [2018年6月18日]. （原始内容存档于2018年6月18日）.
6. ↑  . 2017年1月14日  [2018年6月18日]. （原始内容存档于2021年2月6日）.
7. ↑  . 2017年1月16日  [2017年1月16日]. （原始内容存档于2019年2月17日）.
8. ↑  . 2017年1月16日  [2017年1月16日]. （原始内容存档于2017年1月20日）.
9. ↑  . 2017年1月16日  [2017年1月14日]. （原始内容存档于2016年12月7日）.
10. ↑  . 2018年5月16日  [2018年5月16日]. （原始内容存档于2019年2月17日）.
11. ↑  . 2018-10-07  [2018年10月7日]. （原始内容存档于2020年11月2日）.
12. ↑  . 2018年12月5日  [2018-12-05]. （原始内容存档于2018-01-09）.
13. ↑  . 2018年11月30日  [2018年11月30日]. （原始内容存档于2020年11月8日）.
14. ↑  . 2019年2月8日  [2019年2月9日]. （原始内容存档于2020年9月30日）.
15. ↑  . 2019年5月15日  [2019年5月14日]. （原始内容存档于2019年10月18日）.
16. ↑  . 2019年9月23日  [2019年9月23日]. （原始内容存档于2019年9月23日）.
17. ↑  . 2019年12月6日  [2019年12月16日]. （原始内容存档于2020年11月27日）.
18. ↑  . 2019年12月15日  [2019年12月16日]. （原始内容存档于2019年12月16日）.
19. ↑  . 2017年1月14日.
20. ↑  . 2017年1月14日.
21. ↑  . 2017年1月14日.
22. ↑  . 2017年1月14日.
23. ↑  . 2017年1月14日.
24. ↑  . 2017年3月17日.
25. ↑  . 2018年2月14日.
26. ↑  . 2018年8月6日.
27. ↑  . 2019年3月7日.
28. ↑  . 2019年8月19日.
29. ↑  . 2019年11月2日.
30. ↑  . 2023年1月22日.
31. ↑  . 2017年5月24日.
32. ↑  . 2020年3月12日.

## 外部連結
- （日語）MYTH & ROID官方網站
- （日語）MYTH & ROID官方粉絲俱樂部網站 （页面存档备份，存于）
- （日語）MYTH & ROID官方網站YouTube頻道 （页面存档备份，存于）
- （日語）https://twitter.com/myth_and_roid （页面存档备份，存于）